# Новая Ивановка (Калининский район)
Новая Ивановка — село в Калининском районе Саратовской области. Относится к Симоновскому муниципальному образованию.

## География
Село расположено на юго-востоке от города Калининска, в 7 км от него. Оно простирается узкой полосой в 1,5 км вдоль
правого берега реки Баланда, с запада на восток. С северо-востока на левом берегу реки примыкает отрог Приволжской возвышенности, который местные жители называют Ершная гора. Окрестности села представляют собой холмистую равнину, пересеченную речной долиной, балками и оврагами. Главной рекой, протекающей по территории села, является река — Баланда. Летом она сильно мелеет, а на песчаных отмелях устраиваются пляжи.

## Население
| 2002 | 2010 |
| ---- | ---- |
| 503  | ↘492 |

## История
Коренное население — переселенцы из села Старая Ивановка. Это произошло в 1895 году. На месте, где расположено село, было поместье барина Котельникова. Жители села Старая Ивановка, имея малое количество земли, по общему соглашению между собой решили купить у Калашникова участок земли. Деньги крестьяне частично получили в земельном банке под проценты. Куплено 400 десятин пахотной земли и 500 десятин леса.

## Улицы
В настоящее время в селе 5 улиц: Мичурина, Молодёжная,
Набережная, Советская, Юбилейная. Они располагаются прямолинейно по отношению к друг другу. Соседние села — Салтыково, Первомайское и город Калининск.

## Инфраструктура
В 1985 году построена двухэтажная средняя школа. В 1992 году к селу подведен природный газ.